# 富兰克林·罗斯福大街
富兰克林·罗斯福大街（Avenue Franklin-D.-Roosevelt）是巴黎第八区的一条街道，以美国总统富兰克林·德拉诺·罗斯福命名。
该路南起塞纳河上的荣军院桥（pont des Invalides）经过弗朗索瓦一世街和加拿大广场（place du Canada），在大约中点与香榭丽舍大街交汇于香榭丽舍圆环（rond-point des Champs-Élysées-Marcel-Dassault），经过教堂（Église Saint-Philippe-du-Roule），波艾蒂街（rue La Boétie），止于圣奥诺雷郊区街。
该路南段有建于1900年的巴黎大皇宫（Grand Palais）。